# .hack (spilserie)
Gå til .hack//G.U. for det sidste nye spil i .hack game-serien
For information om hele multimedia franchisesen, gå til .hack
.hack er titlen på en serie af fire spil til PlayStation 2 produceret af Bandai, CyberConnect2, og først designet af Yoshiyuki Sadamoto, Kazunori Ito, and Koichi Mashimo. Plottet i spillet finder sted efter begivenhederne i .hack//Sign, og følger historien om .hackers Kite og BlackRose i deres forsøg på at finde årsagen til at Katies ven, Orca, pludselig faldt i koma mens han spillede MMORPGen The World. Gennem de fire spil er der en virus der spreder sig i The World, som får mange andre spillere til ligeledes at falde i koma; denne begivenhed er oftest nævnt som The Twilight Incident. CC Corp., det fiktive firma bag The World, planlægger at sætte alle spilserverne offline, hvilket vil dræbe alle komaofrene, inklusiv Orca. Kite og hans venner må derfor hacke sig gennem servere og AIs for at finde sandheden om The World før tiden løber ud.
.hack spillene simulerer en MMORPG kaldet The World uden egentlig at bruge internet. Spilleren bruger Altimit OS hvilke RPG klienten kører på. Via dette kan man tjekke e-mails, nyheder og et forum ud over at spille i The World.  Spillene er delvis unikke i det man har evnen til at kunne bruge sine gemte data fra en tidligere episode i efterfølgeren ved brug af "Data Flags", som bliver opgraderet for hver udgivelse og dermed sender gemte data videre. Selvom spillene tillader en at spille dem i tilfældig rækkefølge anbefales dette ikke hvis man er interesseret i at følge historien i spillet.
Med hver af spillene var der originalt en medfølgende DVD med en OVA fra .hack//Liminality.
Disse DVDer er dog ikke inkluderet i senere genudgivelser i Europa.
Som en bonus kan man uden videre se .hack//Gift, en anden OVA der gør grin med hele .hack franchisesen, i den Nord Amerikanske udgivelse af .hack//Quarantine. I Japan skulle man derimod først have fat i den fjerde og sidste Data Flag i Quarantine før man kunne see Gift.

## Serie Titler
- .hack//Infection (Japanese: .hack//感染拡大 Vol.1 [Infection Expansion – Vol.1])
- .hack//Mutation (Japanese: .hack//悪性変異 Vol.2 [Malignant Mutation – Vol.2])
- .hack//Outbreak (Japanese: .hack//侵食汚染 Vol.3 [Erosion Pollution – Vol.3])
- .hack//Quarantine (Japanese: .hack//絶対包囲 Vol.4 [Absolute Encirclement – Vol.4])

## Gameplay
Spillene selv indeholder en lineær historie som konkluderes i hver episode med at spilleren modtage en Data Flag. Når Data Flagen er modtaget kan man konvertere filen til næste episode, hvilket tillader spilleren at starte hver episode med alle de items og levels de måtte have fra deres originale fil. Man kan dog godt starte spillet uden at have spillet episoderne der udkom tidligere i serien.
Når spillet først startes befinder spilleren sig på et fiktivt skrivebord, komplet med ikoner der hedder "The World", "Mailer", "News", "Accessory", "Audio", og "Data" arrangeret lodret i venstre side af skærmen.
- The World – sender spilleren ind i selve spillet.
- Mailer – Fører spilleren til sin e-mail indboks hvor forskellige personligheder man møder gennem spillet vil skrive til en – nogle gange med simple, humoristiske velkomster og andre gange med tips og hints som fører historien mod sit næste mål.
- News –  Åbner en browser, som viser nyheder fra den virkelige verden, altså den verden hvor spillet finder sted i.
- Accessory – Giver mulighed for at ændre skrivebordets wallpaper.
- Audio – Giver mulighed for at ændre skrivebordets baggrundsmusik, eller se in-game filmene fra spillet.
- Data – Tillader spilleren at gemme sine spil data.

Både Audio og Accessory er meget begrænsede i starten, men som man spiller kan man låse op for flere muligheder ved at udføre specielle opgaver.
Herfra kan spilleren vælge at logge ind i The World, tjekke det forum, hvor der nogen gange kan findes flere hints of spor om hvor man skal hen, eller gå tilbage til skrivebordet. "Log In" sender spilleren direkte in i The World, hvor man dukker op foran Chaos Gaten på den server man var på sidst man loggede ud. I .hack//Infection har spillerne kun adgang til to servere – hvor man først for adgang til den anden server senere i spillet. Fra servernes Root Towns kan spilleren købe items, lagre unødvendige items, gemme deres spil, opdrætte Grunties (kun på specielle servere), tale og handle med andre NPCs, eller bruge Chaos Gaten til at generere et næsten uendeligt antal område at besøge.
Områderne har forskellige sværhedsgrader, og er af en element type (Ild, Vand, Jord, Træ, Stød, og Mørke) som alle spillere med de rette evner kan udnytte. Alle spillere har deres normale måde at angribe på, men man kan også anskaffe en lang række forskellige evner. De eneste evner ens karakter kan bruge, er dog dem der følger med deres udstyr. Våben, hatte, rustning, handsker, og støvler giver ikke kun bonus til ens stats (så som attack, accuracy, eller evasion) men giver også spilleren evner som bruger en mængde SP. Modsat HP, bliver ens SP genopladet over tid – hastigheden er forskellig for de forskellig Classes.
Spilleren Kite har et ekstra set af evner under titlen "Data Drain". Nogle monstre kan have et uendeligt antal HP, eller dør ikke selvom de burde. For at kunne bekæmpe disse monstre bliver Kite nødt til at bruge evnerne fra Twilight Bracelet for at kunne bruge Data Drain til at fjerne de korrupte data fra monstret, og derved omdanne det til en svagere version. Denne evne kan bruges på alle monstre for at omdanne dem til latterlig svage versioner for en nem sejer. Ved at gøre dette giver det dog også Kite og hans hold en betydelig mindre mængde EXP, og ved mere ofte brug kan det få langt værre konsekvenser: Nu mere Kite bruger Data Drain, nu mere bliver hans krop inficeret af virus. Som infektionen spreder sig lider Kite under negative status tilstande, stat straffe, EXP tab, og endda automatisk Game Over. På den anden side bliver infektionen mindsket nu med mindre Kite bruger denne evne.
Selve kamp systemet er blevet kritiseret for at have underlig kamera kontrol. Synsvinklen bliver ikke skiftet automatisk gennem kampen så for at få et godt syn bliver spilleren nødt til selv at rykke kameraets vinkel. Det er også blevet kritiseret for at have spilleren blive nødt til at åbne en menu for at kunne bruge evner, hvilket udelægger real-time følelsen i kampen. Derudover bliver EXP ikke delt lige mellem holdmedlemmerne, hvilket kan fører til problemer med at få dem til at følges ad.

## Characters

### Spiller Kontrolleret
Kite (カイト Kaito)
Stemme af: Sayaka Aida (Japansk), Mona Marshall (Engelsk)
Orca (オルカ Oruka)
Stemme af: Yasunori Masutani (Japansk), Kirk Thornton (Engelsk)
BlackRose (ブラックローズ Burakkurōsu)
Stemme af: Masumi Asano (Japansk), Wendee Lee (Engelsk)
Balmung (バルムンク)
Stemme af: Nobuyuki Hiyama (Japansk), Crispin Freeman (Engelsk) | .hack//Infection: Doug Erholtz (Engelsk)
Mia (ミア)
Stemme af: Minami Takayama (Japansk), Debra Rogers (Engelsk)
Elk (エルク)
Stemme af: Mitsuki Saiga (Japansk), Brianne Siddall (Engelsk)
Piros (ぴろし)
Stemme af: Masaya Onosaka (Japansk), Darran Norris (Engelsk)
Mistral (ミストラル)
Stemme af: Atsuko Enomoto (Japansk), Sandy Fox (Engelsk)
Sanjuro (砂嵐 三十郎)
Stemme af: Yasunori Masutani (Japansk), Steven Jay Blum (Engelsk)
Gardenia (ガルデニア)
Stemme af: Yumi Touma (Japansk), Carolyn Hennesy (Engelsk)
Natsume (なつめ)
Stemme af: Maaya Sakamoto (Japansk), Lia Sargent (Engelsk)
Marlo (マーロー)
Stemme af: Nobuyuki Hiyama (Japansk), Bob Klein (Engelsk)
Moonstone (月長石)
Stemme af: Yasunori Masutani (Japansk), Lex Lang (Engelsk)
Nuke Usagimaru (ニューク兎丸)
Stemme af: Nobuyuki Hiyama (Japansk), Steven Prince (Engelsk)
Rachel (レイチェル)
Stemme af: Aya Hisakawa (Japansk), Julie Taylor (Engelsk)
Wiseman (ワイズマン)
Stemme af: Takumi Yamazaki (Japansk), Steven Jay Blum (Engelsk)
Lios (リョース)
Stemme af: Tomoichi Nishimura (Japansk), Bob Papenbrook (Engelsk)
Helba (ヘルバ)
Stemme af: Yumi Touma (Japansk), Mary Elizabeth McGlynn (Engelsk)
Emma Wielant (Emma Wielant)
Stemme af: Yumi Tohma (Japansk), Mary Elizabeth McGlynn (Engelsk)
Bob (ボブ)
Stemme af: Yuuko Kaida  (Japansk)
Linda (リンダ)
Stemme af: Kyouko Tsuruno  (Japansk)
Sieg (ジーク)
Stemme af: Takahiro Sakurai (Japansk), Anthony Pulcini (Engelsk)
Kazu (カズ)
Stemme af: Mitsuki Saiga  (Japansk)
Tsukasa (司)
Stemme af: Brianne Siddal (Japansk), Mitsuki Saiga (Engelsk)
Mimiru (ミミル)
Stemme af: Megumi Toyoguchi (Japansk), Amanda Winn Lee (Engelsk)
Subaru (昴)
Stemme af: Kaori Nazuka (Japansk), Kim Mai Guest (Engelsk)
Bear (ベア)
Stemme af: Kazuhiro Nakata (Japansk), Paul Mercier (Engelsk)
Sora (楚良)
Stemme af: Hiroshi Yanaka (Japansk), Dave Wittenberg (Engelsk)
BT (BT)
Stemme af: Donna Rawlins (Japansk), Akiko Hiramatsu (Engelsk)
A-20 (A-20)
Stemme af: Atsuko Enomoto (Japansk), Sandy Fox (Engelsk)
Silver Knight (銀漢)
Stemme af: Doug Rye (Japansk), Isshin Chiba (Engelsk)
Crim (クリム)
Stemme af: Shinichiro Miki (Japansk), Lex Lang (Engelsk)

### AI'er
Aura (アウラ)
Stemme af: Maaya Sakamoto (Japansk), Lia Sargent (Engelsk)
Morganna (モルガナ・モード・ゴン Morugana Mōdo Gon)
Stemme af: Rie Tanaka (Japansk), Valerie Arem (Engelsk)
Tartarga (タルタルガ)
Stemme af: Nishimura Tomomichi  (Japansk)
Sconk (スコンク)
Stemme af: Sayaka Aida  (Japansk)
Spiritas (スピリタス)
Stemme af: Takumi Yamazaki  (Japansk)
Thea (シーア)
Stemme af: Yumi Touma  (Japansk)
Dorin (ドリン)
Stemme af: Mitsuki Saiga  (Japansk)
Culhwch (クルフフ)
Stemme af: Masaya Onosaka  (Japansk)
Plaird (プレアド)
Stemme af: Minami Takayama  (Japansk)
Jinn (ジン)
Stemme af: Nobuyuki Hiyama  (Japansk)
Sheraton (シェラタン)
Stemme af: Yamaguchi Takayuki  (Japansk)